# Michał Hieronim Juszyński
Michał Hieronim Juszyński krypt.: M. H. J.; M... H... J... (ur. 1760 w Gniazdowie, zm. 23 sierpnia 1830 w Szydłowie) – polski poeta, bibliograf, historyk i kaznodzieja.

## Życiorys
Urodził się w roku 1760 w Gniazdowie. Rozpoczął studia na Akademii Krakowskiej, gdzie miał zdobyć doktorat filozofii. Wkrótce potem podjął pracę prywatnego nauczyciela w domach Jordanów i Morsztynów. W roku 1785 został księdzem. Przebywał na warszawskim dworze prymasa M. J. Poniatowskiego. Prowadząc wówczas studia w Bibliotece Załuskich, nawiązał znajomość z T. Czackim, J. M. Ossolińskim, H. Kołłątajem i J. U. Niemcewiczem. W roku 1789 objął stanowisko profesora szkoły wydziałowej w Pińczowie, której prorektorem był w latach 1792–1794. Jeszcze przed rokiem 1794 współpracował bliżej z Czackim, towarzyszył mu w podróżach, poszukiwaniach starodruków i rękopisów. Później także utrzymywał z nim bliskie kontakty. W roku 1794 przeniósł się do diecezji tarnowskiej i pełnił funkcję wikarego kolegiaty w Wojniczu. Rok później (1795) został plebanem w Podolem, a od roku 1799 w Zgórsku. Spędził tam 11 lat, pełniąc równocześnie funkcję kaznodziei katedralnego w Tarnowie. W tym czasie poróżnił się, na pewien czas, ze swym dotychczasowym protektorem – J. M. Ossolińskim, i w roku 1810 przeprowadził się na teren Księstwa Warszawskiego. Dzięki wstawiennictwu biskupa kieleckiego Wojciecha Jana Górskiego otrzymał wówczas probostwo w Ostrowcu (pow. stopnicki) i administrację w Szydłowie. Później objął stanowisko proboszcza w Wiślicy oraz profesora i oficjała w Kielcach (od roku 1819). Sześć lat później (1825) powrócił na probostwo w Szydłowie. Przez większość swego życia gromadził starodruki i rękopisy, które ostatecznie sprzedał (za 200 dukatów) kasztelanowi J. F. Tarnowskiemu z Dzikowa.

## Twórczość

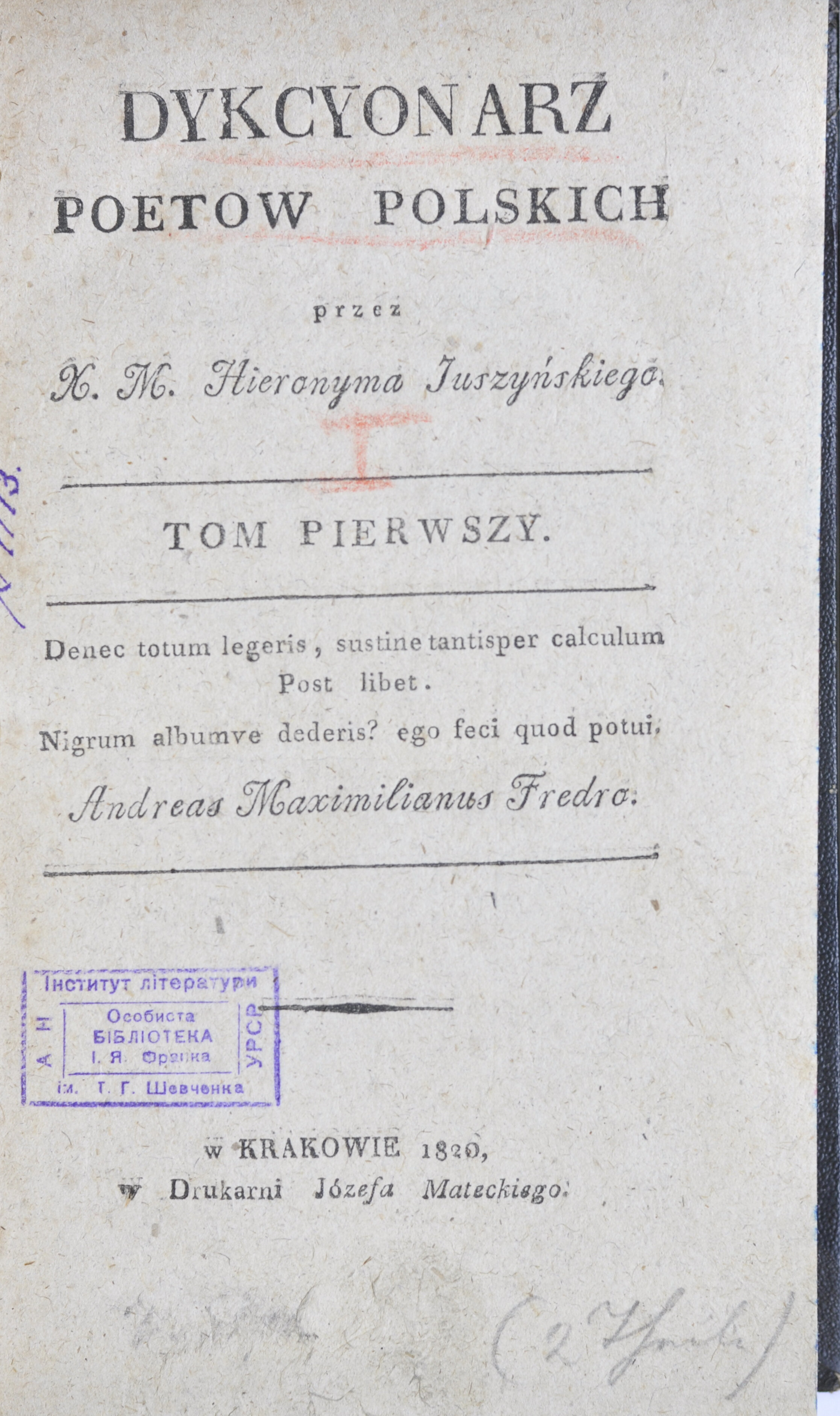
Dykcjonarz poetów polskich

### Ważniejsze utwory
- Kazanie na pogrzebie ks. Janowskiego, biskupa tarnowskiego, w kościele katedralnym tarnowskim d. 7 stycznia 1781... miane, Kraków brak roku wydania
- Rymy i proza, t. 1-3, Kraków 1787–1789; zawartość:
  - t. 1 (1787): Skotopaski i miłostki
  - t. 2 (1787): Skotopaski, miłostki, powiastki, liryki, mieszanki
  - t. 3 (1789): Skotopaski i miłostki
- Groby. Poema oryginalne, Kraków 1788 (autorstwo domniemane na podstawie notatki rękopiśmiennej na egzemplarzu druku Biblioteki PAN Kraków)
- Wiersz do posłów z sejmu 1788 do cudzoziemskich dworów wysłanych, pisany r. 1790, rękopis: Ossolineum, sygn. 1379/II
- Asketemoria w sześciu pieśniach (Kraków 1795); wyd. następne (tytuł): Zgromadzenie fartuszkowe, czyli sejm mniszek. Satyra, Drezno brak roku wydania
- Kazanie jubileuszowe w kościele katedralnym tarnowskim miane dnia 1 czerwca r. 1795, brak miejsca i roku wydania (dedykowane F. A. Janowskiemu, biskupowi tarnowskiemu)
- Dykcjonarz poetów polskich, t. 1–2, powst. 1798, wyd. Kraków 1820; fragm. rękopisu: Biblioteka Akademii Nauk USRR Lwów (Zbiory Baworowskich, sygn. 810/II)
- Kazanie na pogrzebie p. Eufrozyny z Jordanów Kotkowskiej... w kościele katedralnym tarnowskim, dnia 16 stycznia r. 1799 miane, brak miejsca i roku wydania
- Kazanie na egzekwiach za Piusa VI w katedrze tarnowskiej odprawionych, miane dnia 13 listopada 1799, Kraków brak roku wydania (dedykowane kapitule tarnowskiej)
- Zajazd (Kraków 1810); wyd. następne: Poemat o stanie Galicji (1772-1809), Petersburg 1886 (jako dodatek literacki nr 23 czasopisma Kraj)
- „Apokryficzna mowa Jana Kazimierza”, Pamiętnik Warszawski 1817
- Krótkie przypowieści dawnych Polaków, czyli apoftegmata, anegdoty, odpowiedzi dowcipne i ucinki satyryczne, zdania moralne, opisy i porównania piękne itp., z rzadkich dzieł i rękopismów ojczystych zebrane (zebrał M. H. Juszyński; wyd. i uzupełnił A. Grabowski), Kraków 1819 (z przedmową J. M. Ossolińskiego)
- Dykcjonarz ascetów polskich, rękopis (informacja: A. Grabowski i L. Sowiński)
- Historia synodów polskich, rękopis (informacja: A. Grabowski i L. Sowiński)
- Spis chronologiczny najdawniejszych druków polskich, rękopis miał się znajdować u Tarnowskich w Dzikowie (według L. Sowińskiego).

Przypisywane błędnie Juszyńskiemu autorstwo poematu heroicznego Kartago rozstrzygnął na rzecz Aleksandra Chodkiewicza, R. Sobol. I. Kozłowska przekonująco zakwestionowała przypisywane Juszyńskiemu autorstwo poematu Żydoswaros.

### Przekłady
- J. Lipsius: Myśli i zdania z pism Justa Lipsiusza wyjęte, Kraków 1789 (od s. 119: przekład listów do B. Maciejowskiego, J. Mniszcha, D. Solikowskiego, A. Zamoyskiego, A. Próchnickiego i in.); wyd. następne: Kraków 1808
- Gheraeds: Bunt w Antiochii z francuskiego. Przydane Życie Jana Złotoustego, przez Erazma Rotterdamczyka napisane, Kraków 1792; wyd. następne: Kraków 1802 (dedykowane I. Dembińskiemu)
- P. Corneille: Tragedie (Cid; Cinna; Horace), przekł. powstał w roku 1796 (teksty nieznane; informacja: J. Korpała)
- Pierwszy zaciąg, albo przysięga Francuzów. Scena obywatelska, tłumaczenie z francuskiego wyjęte z dzieła Les Concerts républiquains (informacja: A. Grabowski).

### Listy
- Do T. Czackiego, rękopisy: Biblioteka PAN Kraków, sygn. 715 (W); Biblioteka Czartoryskich, sygn. 1180
- Do S. B. Lindego, rękopisy: Biblioteka Jagiellońska, sygn.: 1874, 3468
- 3 listy w zbiorze listów z lat 1793-1837 adresowanych przeważnie do J. Januszewicza, rękopis: Biblioteka Jagiellońska, sygn. 3758
- Do J. Przybylskiego, rękopis: Biblioteka Jagiellońska, sygn. 148, t. 4
- Do S. J. Bandtkiego, rękopis: Biblioteka Jagiellońska, sygn. 1874
- Do Wizytatora Szkoły Głównej, rękopis: Biblioteka Jagiellońska, sygn. 3758.